# جيكوب أوين
كان جيكوب أوين (عضو المعهد الملكي للمهندسين المعماريين في أيرلندا والأكاديمية الملكية الأيرلندية ومعهد مهندسي أيرلندا وجمعية علماء الحيوان الأيرلندية) (28 يوليو 1778- 29 أكتوبر 1870) مهندسًا معماريًا ومدنيًا أيرلنديًا وُلد في ويلز. ترتبط أعماله المعمارية أوثق ارتباطها بدبلن في أيرلندا. ساهم أيضًا بدرجة كبيرة في تشكيل العمارة العامة في جميع أرجاء أيرلندا، من خلال تصميمه المدارس والمصحات والسجون والمباني العامة الأخرى المرتبطة بالحكم البريطاني.

## سيرته

### نشأته وتدريبه
وُلد جيكوب أوين في 28 يوليو 1778 في لانفيهانغل بويلز، ابنًا لمارغريت أوين، واسم عائلتها قبل الزواج إليس، من لانفيهانغل وجيكوب أوين من أبرشية سانت تشاد بشروزبري. المدة التي قضاها في لانفيهانغل غير معروفة. أشار المؤرخ إي. آر. موريس من مونتغمريشاير إلى أنه كان يتمتع بحياة مهنية هندسية متنقلة بين جميع أرجاء ويلز وشروبشاير. بعد تعلُمه في مدرسة قواعد مونموث، تدرب جيكوب أوين الشاب لدى مهندس قناة المانش ويليام أندرهيل، الذي كان منشغلًا بأعمال القناة في ستافوردشاير. لم يكُن انتقال أوين من الهندسة المدنية، مهنة والده، إلى المعمارية مضمونًا بأي شكل. بعد تدريبه، انتقل أوين جنوبًا إلى لندن حيث يظهر أنه عمل لصالح المسّاح توماس بوش. أشار مؤرخ هندسة العمارة فريدريك أودوير أن أوين، من خلال معارف بوش في الجيش، أجرى النقلة المهمة التالية في حياته المهنية إلى قسم المهندسين الملكيين في مجلس الذخائر، حيث عُين في 1805 رئيس العمال.

### عمله الخاص في إنجلترا
لم يُنشر إلا القليل عن اتساع أعمال أوين في إنجلترا. لم يُسجل عمل هندسي هام باسمه في مجلس الذخائر. أما ما يعرف عن عمله الخاص فهو أكثر إلى حد ما. يبدو أن معظم نتاجه في إنجلترا كان عمارةً كنسية ومدنية، وتركّز بالقرب من مركز عملياته في قاعدة بورتسموث البحرية. يُعرف عنه أنه تعاون مع جيمس آدامز في تصميم مدرسة سانت باول بساوث سي في 1825. دُمرت أبنية المدرسة، التي وُصفت بُعيد إتمامها في 1828 بأنها «بسيطة وأنيقة»، في خلال الحرب العالمية الثانية، إلى جانب كنيسة سانت بول المجاورة. في نهاية عشرينيات القرن التاسع عشر، أنشأ شركة معمارية مع توماس إليس أوين، وميسرس جيكوب أوين وابنه. تضمنت أبرز أعمال أوين كنيسة جميع القديسين ببورتسي (1825- 1828) وتراسات الصليب وفندق أنغليسي بغوسبورت (1830).
كان أوين نشطًا في لجنة بناء الكنائس في عشرينيات القرن التاسع عشر، بصفته مهندسًا معماريًا وعضو لجنة في فرع هامبشاير. يُنسب عدد من أبنية الكنيسة إلى أوين، بما فيها كنيسة الثالوث المقدس بشارع ويست في فيرهام (1834- 1837) وكنيسة الاتحاد السابق المصلحة بشارع ويست في فيرهام، وكنيسة سانت فرانسيس في فونتلي هيل بفارنهام (1836)، وكنيسة القديس يوحنا المعمدان بقلعة رولاندز (1837) التي أُتمت بعد رحيله إلى أيرلندا، ما يوحي بأنه حافظ على عمله في إنجلترا لعدة سنوات بعد مغادرته بورتسموث.

### المهندسون الملكيون ومغادرته أيرلندا
على امتداد الثلث الأول من القرن التاسع عشر، ذاع صيت أوين في مجلس الذخائر، ويرجع ذلك جزئيًا إلى علاقته الوثيقة بجون فوكس بورغوين. يُرجح أن علاقة أوين ببورغوين قد بدأت في العشرينيات عندما تولى أوين منصب كبير مساحين المهندسين الملكيين ببورتسموث، التي كانت آنذاك بإدارة بورغوين. في 1831، عُين بورغوين رئيسًا لمجلس الأشغال العامة بأيرلندا. لم ينظر بورغوين ومفوضوه بعين الرضى إلى الترتيبات القائمة بين القسمين الهندسي والمعماري في المجلس. قبل ذلك، كان منصبا المهندس والمعماري يقسمان بين موظفَين، لكن الدافع الإصلاحي بين المفوضين الجدد ووفاة كبير المهندسين جون كيلالي، قدمت الفرصة المناسبة لدمج المنصبين. أعرب بورغوين عن رأيه بأن «إمكانيات أوين واستقامته» جعلته مرشحًا مثاليًا لمنصب المهندس والمعماري الرئيس في مجلس الأشغال العامة، ومقره بدبلن. بدءًا من 1832، شغل أوين المنصب لأربع وعشرين سنة. انتقل أخو أوين الأصغر، جون، إلى دبلن أيضًا في الثلاثينيات، وصار رئيس العمال ومهندسًا معماريًا لدى المهندسين الملكيين في فرع الذخائر المدني. يظهر أن حياة جون المهنية كانت مرتبطة ارتباطًا أوثق ببورغوين، ذلك أنه عاد إلى إنجلترا بعد انتهاء عهد بورغوين، وصار مسّاحًا لبورغوين عندما تولى لاحقًا منصب كبير مفتشي التحصينات.

### عمله في أيرلندا
يرتبط عمل أوين المعماري في إنجلترا عمومًا، وإن لم يكن حصريًا، بمجلس الأشغال العامة. أثبت أوين أنه قائد قادر ومجتهد عندما تعين في مجلس الأشغال العامة حديث النشأة في أيرلندا. ذكر بورغوين في 1835 أن أوين كان «أكثر رجل التقيته في حياتي قدرةً على الموقف». تضم أعمال أوين للمجلس مجمّع كارج وستيبل، وقلعة دبلن (1834)، وسجن آربور هيل بدبلن (1835)، ومقرات غاردا بفينيكس بارك (1842)، ومنزل تالبوت (كان سابقًا مدرسة تدريب المُدرّسات) (1842)، ومصحة كريمينال لوناتيك بدندرم (1850) وغيرها.
حافظ أوين على عمل معماري خاص لمعظم حياته المهنية. استمر بتلقي تفويضات خاصة مستقلة وعمل من إدارات التاج الأخرى لأول أربعة عشر عامًا له في أيرلندا، وبالتالي وسّع بصمته على مشهد العمارة المدنية في أيرلندا. يمكن رؤية هذا في تصميمه لكنيسة سانت باتريك بدالكي (1839- 1843) وعمله لصالح لجنة التعليم الوطني في منزل تايرون (1835) ومدرسة الرضع النموذجية (1842). جادل أودوير قائلًا إن مجاعة البطاطس وما تلاها من إعادة تنظيم للأشغال العامة أدت أخيرًا إلى إنهاء الخزانة لمشروع أوين الحر. لكن الضغط المتزايد على طاقم المجلس المعماري، ما دفع أوين إلى توكيل مهندسين معماريين خارجيين لأجل بعض مشاريع البناء الكبرى للمجلس، كان عاملًا مباشرًا أكثر في القضية. بدلًا عن عمله الخاص، زاد راتبه بمعدل 25 بالمئة ليصير 1.000 جنيه استرليني.
مع ازدياد عمل المجلس، وسع أوين منصبه بصفته المدير، واستفاد من مواهب المهندسين المعماريين غير العاملين في المجلس. يمكن رؤية نتيجة جهوده في تصميم أغسطس بوجن لكلية سانت باتريك بمينوث، وفي تعاونه مع ديسيموس بيرتون بفينيكس بارك. يُرى أحد أهم آثاره على تاريخ العمارة الأيرلندية في القرن التاسع عشر في إشرافه على تصميم كلية الملكة ببلفاست وكلية كورك الجامعية وجامعة غالواي التي نفذها تشارلز لانيون وتوماس دين وجون بينيامين كين على التوالي.